# Тепли
Тепли (осет. Тъепле) — гора в Северной Осетии в верховьях реки Фиагдон (Боковой Кавказский хребет). Находится между следующими ущельями: Алагирским, Куртатинским и Туальским. Высота Тепли — 4431 м. С горы спускаются несколько ледников, питающих истоки рек Фиагдон и Ардон. Тепли расположена в 15 км к северу от Главного Кавказского хребта.